# Robert Kostadinovich
Robert Kostadinovich (* 7. September 1973 in Interlaken) ist ein Schweizer Handballtrainer und ehemaliger Handballspieler serbischer Abstammung.
Der 1,88 m große und 92 kg schwere Rechtshänder wurde zumeist auf Rückraum Mitte eingesetzt.
Ab 1987 spielte "Robbie" Kostadinovich beim Schweizer Verein TV Suhr, mit dem er 1999 und 2000 die Schweizer Meisterschaft feierte. Von 1995 bis 1997 lief er für GC Amicitia Zürich auf. Anschließend kehrte er zum TV Suhr zurück, wo er ab 2004 auch als Co-Trainer fungierte.
2006 beendete er seine Spielerkarriere nach einem Kreuzbandriss und einem Teilabriss der Achillessehne. Daraufhin verpflichtete ihn Amicitia als neuen Trainer. Nach zwei Jahren verließ er den Verein nach dem Gewinn der Meisterschaft und des Cup.
In der ewigen Torschützenliste der NLA belegt Kostadinovich mit 1866 Toren in 344 Spielen den 5. Rang.
In der Schweizer Nationalmannschaft debütierte er am 8. Oktober 1993 gegen Deutschland und bestritt 181 Länderspiele, in denen er 771 Tore erzielte. Er nahm an der Weltmeisterschaft 1995 (7. Platz), den Olympischen Spielen 1996 (8. Platz) sowie den Europameisterschaften 2002 (13. Platz) und 2004 (12. Platz) teil. 2004 wurde er mit 40 Treffern viertbester Torschütze des Turniers.